# Generador electroestàtic
Un generador electroestàtic o màquina electroestàtica és un giny mecànic que produeix electricitat estàtica o electricitat d'alt voltatge i baixa intensitat de corrent continu. El coneixement de l'electricitat estàtica es remunta a les primeres civilitzacions, però durant segles no va ser altra cosa que un fenomen interessant i misteriós, sense cap teoria que expliqués el seu comportament i sovint confós amb el magnetisme. Cap al segle xvii els investigadors havien desenvolupat aparells pràctics per a generar electricitat per fricció, però el desenvolupament de les màquines electroestàtiques no arribaria fins al segle xviii quan esdevindrien un element fonamental per a l'estudi de la nova ciència de l'electricitat. Els generadors electroestàtics utilitzen potència física, habitualment manual, i converteixen el treball mecànic en energia elèctrica. Generen càrregues electroestàtiques de signe oposat que són distribuïdes a través de dos conductors.

## Descripció
Les màquines electroestàtiques són utilitzades a les classes de ciència per demostrar d'una manera segura les forces elèctriques i els fenòmens de l'alt voltatge. Les grans diferències de potencial que s'assoleixen també han estat utilitzades per a una gran varietat d'aplicacions pràctiques com per fer funcionar tubs de raigs X, aplicacions mèdiques, esterilització d'aliments i a experiments de física nuclear. Els generadors electroestàtics con el generador de Van de Graaff, i variacions com el peletró, també s'utilitzen a la recerca.
Els generadors electroestàtics s'han separat històricament en dos grups: les màquines de fricció i les màquines d'inducció.

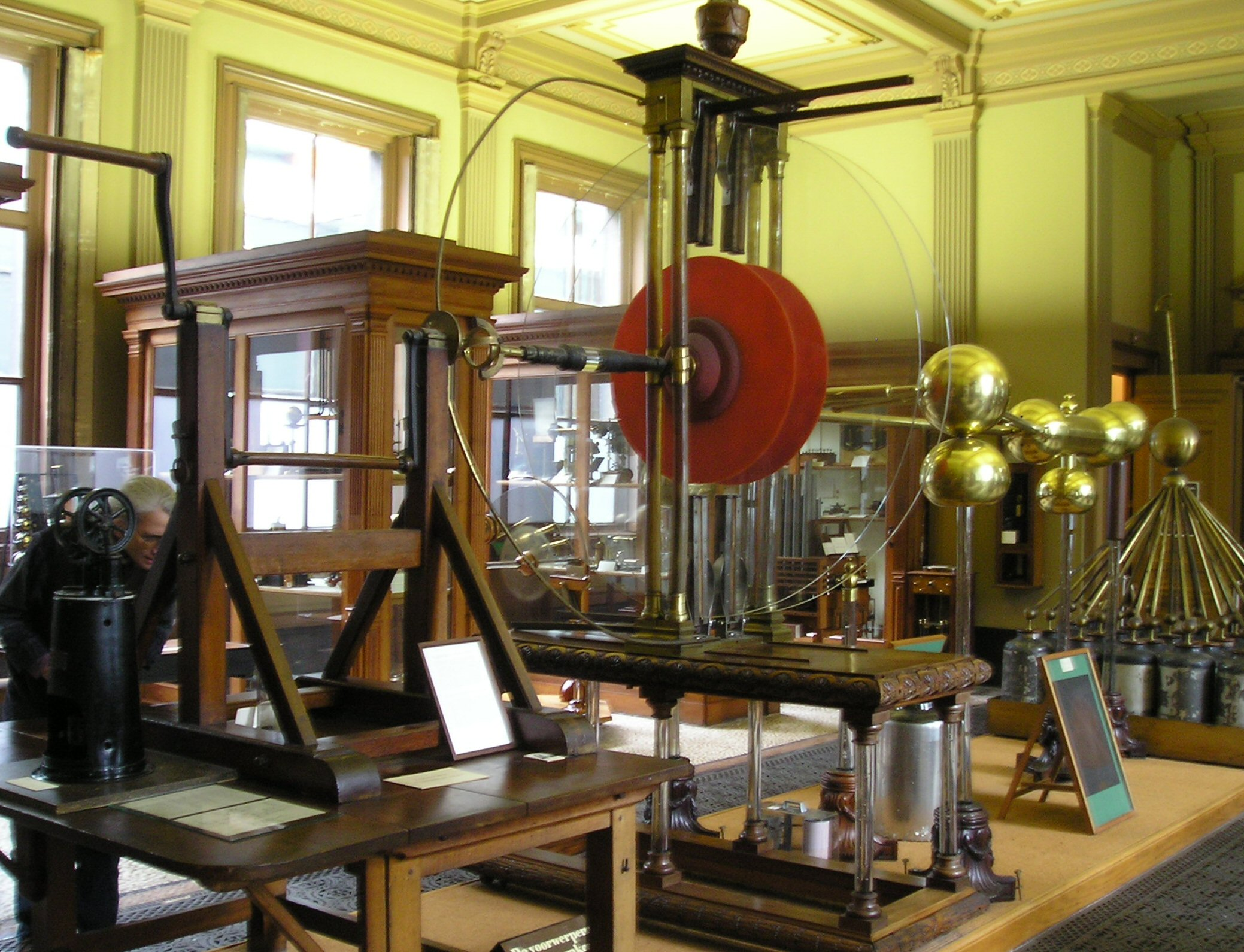
Generador electroestàtic de Martinus van Marum al Museu Teyler de Haarlem

### Màquines de fricció

#### Història
Els primers generadors electroestàtics eren anomenats màquines de fricció perquè utilitzaven la fricció per a generar l'electricitat. Una forma primitiva de màquina electroestàtica de fricció va ser construïda vers el 1663 per Otto von Guericke, la Elektrisiermaschine, que utilitzava una esfera giratòria de sofre que era carregada per fregament manual. Durant la seva utilització l'esfera no podia girar però va inspirar moltes d'altres màquines amb esfera rotatòria. A la seva obrea Opticks Isaac Newton va proposar el 1704 canviar l'esfera de sofre per una de vidre. Francis Hauksbee (1666-1713) va millorar el disseny de la màquina de von Guericke mentre experimentava amb l'electricitat estàtica, va publicar les seves observacions el 1709 a l'obra Physico-Mechanical Experiments on Various Subjects.
Els generadors electroestàtics van avançar encara més quan a la Universitat de Wittenberg Georg Mathias Bose (1710-1761) va afegir un conductor col·lector, un tub o cilindre aïllat sostingut per fils de seda. El 1746 la màquina de William Watson tenia una gran roda amb diverses esferes de vidre i una espasa i un canó (tub metàl·lic d'una arma de foc) suspesos amb cordes de seda com a conductors primaris. El 1768 Jesse Ramsden va construir una màquina que va ser molt utilitzada, va substituir l'esfera de vidre per un disc, també de vidre i el fregament de la mà per uns coixinets. El 1748 el generador de Martinus van Marum (1750-1837) podia produir voltatge de cada polaritat, aquest científic va construir una gran màquina per als seus experiments que avui dia és al Museu Teyler de Haarlem, als Països Baixos (imatge de la dreta).
El 1787 Edward Nairne va desenvolupar un generador per a aplicacions mèdiques que podia generar electricitat positiva o negativa. A Viena, Carl Winter va desenvolupar la màquina de Winter, molt més eficient que les anteriors màquines de fricció. Durant els anys 30 del segle xix, Georg Ohm va treballar a les seves investigacions amb un màquina similar a la de va Marum que avui és al Deutsches Museum de Múnic.

#### Funcionament
La presència d'una càrrega superficial no contrarestada implica que els objectes presentin forces atractives o repulsives. La presència d'aquesta càrrega, que comporta l'electricitat estàtica, pot ser generada posant en contacte dues superfícies de materials diferents i després separant-les gràcies als fenòmens de l'electrificació per contacte i la triboelectricitat. Fregant dos objectes no conductors es genera una gran quantitat d'electricitat estàtica. Aquest efecte no és degut només al fregament, els objectes poden quedar carregats tan sols amb posar-los l'un a sobre de l'altre. Com que moltes superfícies tenen una textura rugosa, la càrrega per contacte pot trigar força temps, però això es pot millorar fregant les dues superfícies entre si per incrementar el contacte. Habitualment els aïllants, les substàncies que no condueixen l'electricitat, són bons materials per generar i conservar una càrrega superficial. Exemples en serien el cautxú, el plàstic, el vidre i la medul·la de les plantes. Els objectes conductors també es carreguen per contacte però només retenen una càrrega neta si són aïllats. La càrrega que es transfereix durant una electrificació per contacte s'emmagatzema a la superfície dels objectes. La presència d'un corrent elèctric no fa disminuir les forces electroestàtiques ni tampoc ho fa la presència d'una guspira, l'efecte corona, o d'altres fenòmens que poden coexistir simultàniament al mateix sistema.

### Màquines d'inducció

#### Història
Les màquines de fricció van ser substituïdes progressivament per les màquines d'inducció que funcionaven per inducció electroestàtica, convertien el treball mecànic en energia electroestàtica, amb l'ajut d'una petita càrrega inicial que és contínuament reomplerta i reforçada. La primera idea sobre una màquina d'inducció va aparèixer a partir de la invenció de l'electròfor d'Alessandro Volta, una làmina plana circular metàl·lica amb un mànec de material aïllant que es comporta com un condensador que permet obtenir càrregues netes per inducció. Abraham Bennet, l'inventor de l'electroscopi de làmines d'or, va descriure el 1787 el doblador d'electricitat un giny similar a l'electròfor que podia amplificar una petita càrrega gràcies a operacions manuals amb tres làmines aïllades, amb l'objectiu d'observar la càrrega produïda amb l'electroscopi. Erasmus Darwin, Benjamin Wilson, Gottlieb Christoph Bohnenberger, i (més tard, el 1841) Jean Claude Eugène Péclet van desenvolupar diferents modificacions per a la màquina de Bennet.

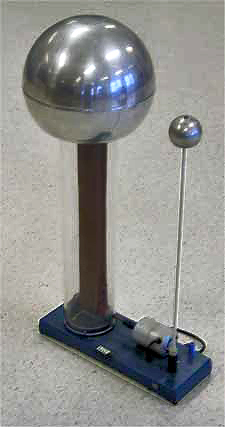
Imatge d'un generador de Van de Graaff.

### Generadors electroestàtics moderns
El generadors electroestàtics tenen un paper important a les investigacions sobre l'estructura de la matèria des de les darreries del segle xix. A la dècada del 1920 ja era evident que era necessari el concurs d'aquest tipus de màquines capaces de produir grans voltatges. El generador de Van de Graaff va ser desenvolupat al MIT a partir del 1929, el primer model es va mostrar l'octubre d'aquell any. La idea bàsica era la utilització d'una banda o corretja aïllant per transportar càrregues elèctriques a l'interior d'un terminal esfèric buit i aïllat, que no produïa un camp elèctric al seu interior i que podia ser descarregat independent ment del potencial present al terminal. La idea no era nova, però la implementació, que utilitzava una font d'alimentació per carregar la corretja o cinta, fou una innovació fonamental respecte a les màquines anteriors. La primera màquina utilitzava una cinta de seda comprada a una botiga de tipus tot a cent. El 1931 es va descriure a un patent una versió capaç de produir 1.000.000 volts. El 1934 Nikola Tesla va escriure un article a la revista Scientific American sobre el generador de Van de Graaff titulat  Possibilities of Electro-Static Generators on preveia un gran futur per a aquest tipus de màquines.
Ràpidament es van desenvolupar màquines de gran potència, algunes treballant en contenidors amb pressió controlada per permetre concentracions de càrrega més grans sense ionització. També es van desenvolupar variacions per a la recerca en el camp de la física com el peletró. Simplificacions del generador de Van de Graaff s'utilitzen habitualment a les demostracions de l'electricitat estàtica, gràcies al seu alt voltatge produeixen l'efecte curiós de fer que es posin de punta els cabells de les persones que toquen el terminal.
Entre 1945 i 1960, el físic francès Noël Joseph Felici va desenvolupar una sèrie de màquines electroestàtiques basades a l'excitació electrònica i utilitzant cilindres rotatoris d'alta velocitat en contenidors plens d'hidrogen pressuritzat.